# Domingo León Costa
Domingo León Costa war ein uruguayischer Politiker.
Costa saß in der 3. Legislaturperiode als Abgeordneter für das Departamento Canelones vom 15. Februar 1837 bis zum 1. November 1838 in der Cámara de Representantes.

## Zeitraum seiner Parlamentszugehörigkeit
- 15. Februar 1837 – 1. November 1838 (Cámara de Representantes, 3.LP)